# Chata Baske
Chata Baske je turistická horská chata v Strážovských vrších, situovaná na stejnojmenném vrchu (955 m n. m.). Nachází se na okraji vrcholové louky, v katastrálním území Slatinky nad Bebravou. 

## Dějiny
Historie chaty sahá do roku 1935, kdy se členové ski-klubu z Trenčianských Teplic rozhodli postavit horskou chatu na Baske.  Slavnostní otevření tehdejší "Štúrově chaty" se konalo 28. října 1936. Během druhé světové války chatu využívali němečtí vojáci, po kterých odchodu zůstala zdevastovaná a byla nutná její obnova.
V současnosti plní funkci sezónní, samoobslužné turistické útulny za přítomnosti chataře. Využívání limituje omezené množství vody a elektrické energie, jejímž jediným zdrojem je generátor. K osvětlení objektu se používají petrolejové lampy, vytápí se dřevem.
V dvoupodlažní chatě je 22 lůžek, přičemž je možné použít vlastní spací pytle, společenská místnost pojme 25 - 30 návštěvníků.

## Přístup
- po  značce z Trenčianských Teplic (3.15 h)
- po  značce z horského sedla pod Homolkou (3.15 h)
- po  a  značce z Dolnej Poruby (2.15 h)
- po  značce ze Slatinky nad Bebravou